# Brad Kiltz
William Bradley „Brad” Kiltz  (ur. 2 września 1957) – bobsleista z Samoa Amerykańskiego. Wystąpił na Zimowych Igrzyskach Olimpijskich 1994.

## Wyniki olimpijskie
| Igrzyska         | Konkurencja     | Czas    | Partner            | Wynik |
| ---------------- | --------------- | ------- | ------------------ | ----- |
| Lillehammer 1994 | Dwójki mężczyzn | 3:41.04 | Faauuga Muagututia | 39.   |